# Amphisbaena gonavensis
Amphisbaena gonavensis este o specie de reptile din genul Amphisbaena, familia Amphisbaenidae, ordinul Squamata, descrisă de Carl Gans și Charles Paul Alexander în anul 1962.

## Subspecii
Această specie cuprinde următoarele subspecii:
- A. g. gonavensis
- A. g. hyporissor
- A. g. leberi